# Chromidotilapia elongata
Espèce
Statut de conservation UICN

 DD  : Données insuffisantes
Chromidotilapia elongata est une espèce de poisson de la famille des Cichlidés endémique de la République du Congo.